# Trachelophora maculosa
Trachelophora maculosa är en skalbaggsart som beskrevs av Aurivillius 1924. Trachelophora maculosa ingår i släktet Trachelophora och familjen långhorningar.
Artens utbredningsområde är Sarawak. Inga underarter finns listade i Catalogue of Life.